# Aeroportul Billy Bishop Toronto City
Aeroportul Billy Bishop Toronto City (IATA: YTZ, ICAO: CYTZ) este un aeroport din Toronto, Ontario, Canada ce deservește zona Toronto. Aeroportul a fost tranzitat în 2022 de 1.732.000 de pasageri. A fost deschis în 1939 și numit după Billy Bishop⁠(d).
Situat la o altitudine de 77 m, aeroportul dispune de 2 piste. Este operat de PortsToronto⁠(d).

## Infrastructură

### Piste
Aeroportul dispune de 2 piste. Pista 06/24 are suprafața de asfalt și dimensiunile 2.460 picioare × 30 m. Pista 08/26 are suprafața de asfalt și dimensiunile 3.988 picioare × 45 m. 